# Hà Nam Ninh
Hà Nam Ninh is een voormalige provincie in het noorden van Vietnam. De provincie is opgericht op 27 december 1975, toen dit gebied nog Noord-Vietnam was. De provincie lag bij de delta van de Rode rivier. De hoofdstad van de provincie was Nam Định.
De provincie is ontstaan na de samenvoeging van de provincies Nam Hà en Ninh Bình. De totale oppervlakte van de provincie was ongeveer 3700 km² en had in 1991 ruim drie miljoen inwoners. In 1991 is de provincie gesplitst in de provincies Nam Hà en Ninh Bình.